# 2000년 하계 올림픽 아일랜드 선수단
2000년 하계 올림픽 아일랜드 선수단은 오스트레일리아 시드니에서 열린 2000년 하계 올림픽에 참가한 올림픽 아일랜드 선수단이다.

## 메달리스트

### 은메달
- 소니아 오설리번 — 육상 여자 5000m

## 종목별 성적

### 육상
남자 100m
- 파울 브리젤
  - 1라운드 — 10.62초 (→진출 실패)

남자 200m
- 파울 브리젤
  - 1라운드 — 20.98초 (→진출 실패)

### 배드민턴
여자 단식
- 소냐 막긴
  - 64강: bye
  - 32강: 네덜란드의 미아 아우디나에게 패배 (→진출 실패)